# اورلبن
اورلبن (به آلمانی: Urleben) یک شهر در آلمان است که در اونستروت-هاینیش واقع شده‌است. اورلبن ۴۵۳ نفر جمعیت دارد.